# Rogers Arena
Rogers Arena, bijgenaamd The Phone Booth of The Cable Box is een indoorsportarena in het centrum van Vancouver die wordt gesponsord door Rogers Communications. Tot juli 2010 stond de arena bekend onder de naam "General Motors Palace". Het stadion is onder meer de thuisbasis van de ijshockeyploeg de Vancouver Canucks. Voor ijshockeywedstrijden zijn er in het stadion 18.810 zitplaatsen, terwijl de capaciteit voor een basketbalwedstrijd 19.700 is.
Tijdens de Olympische Winterspelen 2010 werden er ijshockeywedstrijden in het stadion gespeeld; het stadion werd toen Canada Hockey Place genoemd, omdat de toenmalige sponsor GM geen sponsor van het IOC is, mocht de naam GM niet gebruikt worden.